# Stanisław Jakubowicz
Stanisław Jakubowicz (ur. 5 maja 1897 w Ujeździe, zm. 19 maja 1972 w Poznaniu) – sierżant Wojska Polskiego, uczestnik I wojny światowej (1916–1918), powstaniec wielkopolski (1918–1919), uczestnik wojny polsko-bolszewickiej (1919–1921), powstaniec śląski (1921). Dwukrotny kawaler Orderu Virtuti Militari i członek Kapituły tego orderu od 1922.

## Życiorys
Urodził się 5 maja 1897 we wsi Ujazd koło Grodziska Wielkopolskiego w rodzinie komornika Feliksa i Łucji z domu Ignaczak (1853–1907). W 1916 został zmobilizowany do wojska niemieckiego i wysłany na front zachodni do Francji, gdzie brał udział m.in. w walkach pod Verdun, pod Ypres i nad Sommą. Po zakończeniu I wojny światowej brał udział w powstaniu wielkopolskim, walczył na ulicach Poznania i został ranny. Od kwietnia 1919 brał udział w walkach na froncie zachodnim m.in. w okolicach Wolsztyna. 1 listopada 1919 został awansowany na stopień kaprala. Następnie wraz z 2 pułkiem Strzelców Wielkopolskich trafił na front wschodni, gdzie 6 kwietnia 1920 kolejny raz odniósł rany. W listopadzie 1920 został odznaczony Krzyżem Srebrnym Orderu Virtuti Militari. W 1922 mianowany sierżantem. W lutym tego samego roku przeniesiony do 4 kompanii 57 pułku piechoty. 24 listopada 1922 w Belwederze został odznaczony przez Józefa Piłsudskiego Krzyżem Złotym Orderu Wojskowego Virtuti Militari i dołączył do Kapituły tego orderu.
Po zakończeniu działań wojennych zamieszkał w Rakoniewicach, gdzie w 1920 poślubił Stanisławę Wyrwińską, która zmarła 31 marca 1937. Kilka miesięcy później (29 sierpnia) ożenił się w Czempiniu z Marianną Krzeszczakówną (1908–1972). W lutym 1945 zgłosił się na ochotnika i był dowódcą polskiego ochotniczego oddziału wartowniczego strzegącego niemieckich jeńców wojennych w forcie VIIa w Poznaniu.
Po II wojnie światowej mieszkał na ul. Bukowskiej w Poznaniu. Zmarł 19 maja 1972. Został pochowany 22 maja 1972 na Cmentarzu Junikowskim w Poznaniu.
15 lutego 2015 przy jego grobie umieszczono pamiątkową tablicę z jego życiorysem.

## Ordery i odznaczenia[6]
- Krzyż Złoty Orderu Wojskowego Virtuti Militari – 24 listopada 1922[7][8]
- Krzyż Srebrny Orderu Wojskowego Virtuti Militari
- Krzyż Walecznych (m 29497)[9]
- Krzyż na Śląskiej Wstędze Waleczności i Zasługi
- Odznaka Pamiątkowa Wojsk Wielkopolskich
- niemiecki Krzyż Żelazny II klasy
- niemiecki Medal Waleczności